# Dalophia
Dalophia – rodzaj amfisben z rodziny Amphisbaenidae.

## Zasięg występowania
Rodzaj obejmuje gatunki występujące w Demokratycznej Republice Konga, Angoli, Namibii, Botswanie, Zimbabwe, Zambii, Mozambiku i Południowej Afryce.

## Systematyka

### Etymologia
Dalophia: J.E. Gray nie wyjaśnił etymologii nazwy rodzajowej.

### Podział systematyczny
Do rodzaju należą następujące gatunki: 
- Dalophia angolensis Gans, 1976
- Dalophia ellenbergeri (Angel, 1920)
- Dalophia gigantea (Peracca, 1903)
- Dalophia longicauda (Werner, 1915)
- Dalophia luluae (De Witte & Laurent, 1942)
- Dalophia pistillum (Boettger, 1895)
- Dalophia welwitschii Gray, 1865